# عبیدالله کریمی
عبیدالله کریمی (زادهٔ ۲۱ دسامبر ۱۹۷۹) یک بازیکن فوتبال اهل افغانستان است.
وی همچنین در تیم ملی فوتبال افغانستان بازی کرده است.